# Olympische Sommerspiele 2016/Kanu – Vierer-Kajak 500 m (Frauen)
Der Kanuwettbewerb im Vierer-Kajak 500 Meter der Frauen (Kurzbezeichnung: K4 500) bei den Olympischen Spielen 2016 in Rio de Janeiro wurde vom 19. bis 20. August 2016 in der Lagoa Rodrigo de Freitas ausgetragen. 56 Athletinnen aus 14 Nationen nahmen an dem Wettkampf teil.
Zunächst wurden dabei zwei Vorläufe ausgetragen, bei denen sich die jeweiligen Gewinnerinnen direkt für das A-Finale qualifizierte. Die übrigen Kanutinnen erhielten eine weitere Chance im Halbfinale, in dem sich aus beiden Läufen die ersten drei Boote für das A-Finale qualifizierten, während die übrigen Boote im B-Finale an den Start gingen, wo um die Positionen neun bis dreizehn gefahren wurde.

## Titelträger
| Olympiasiegerinnen | K. Fazekas-Zur, K. Kovács, D. Kozák, G. Szabó             | London 2012  |
| Weltmeisterinnen   | M. Machnewa, N. Ljapeschka, W. Chudsenka, M. Litwintschuk | Mailand 2015 |

## Zeitplan
- Vorläufe: 19. August 2016, 9:37 Uhr (Ortszeit)
- Halbfinale: 19. August 2016, 10:37 Uhr (Ortszeit)
- Finale: 20. August 2016, 9:40 Uhr (Ortszeit)

## Vorläufe

### Lauf 1
| Platz | Kanutinnen                                                                      | Nation         | Zeit         | Bemerkung  |
| ----- | ------------------------------------------------------------------------------- | -------------- | ------------ | ---------- |
| 1     | Wolha Chudsenka / Nadseja Ljapeschka / Maryna Litwintschuk / Marharyta Machnewa | Belarus        | 1:30,320 min | A-Finale   |
| 2     | Marta Walczykiewicz / Beata Mikołajczyk / Karolina Naja / Edyta Dzieniszewska   | Polen          | 1:33,020 min | Halbfinale |
| 3     | Aimee Fisher / Kayla Imrie / Jaimee Lovett / Caitlin Ryan                       | Neuseeland     | 1:33,782 min | Halbfinale |
| 4     | Zoya Ananchenko / Inna Klinova / Irina Podoinikowa / Natalya Sergeyeva          | Kasachstan     | 1:36,127 min | Halbfinale |
| 5     | Rachel Cawthorn / Louisa Gurski / Rebeka Simon / Jessica Walker                 | Großbritannien | 1:36,853 min | Halbfinale |
| 6     | Manon Hostens / Léa Jamelot / Amandine Lhote / Sarah Troel                      | Frankreich     | 1:37,038 min | Halbfinale |
| 7     | Sabrina Ameghino / Magdalena Garro / Alexandra Keresztesi / Brenda Rojas        | Argentinien    | 1:37,645 min | Halbfinale |

### Lauf 2
| Platz | Kanutinnen                                                                     | Nation      | Zeit         | Bemerkung  |
| ----- | ------------------------------------------------------------------------------ | ----------- | ------------ | ---------- |
| 1     | Gabriella Szabó / Danuta Kozák / Tamara Csipes / Krisztina Fazekas-Zur         | Ungarn      | 1:29,497 min | A-Finale   |
| 2     | Switlana Achadowa / Marija Powch / Anastassija Todorowa / Inna Hryschtschun    | Ukraine     | 1:31,727 min | Halbfinale |
| 3     | Tina Dietze / Sabrina Hering / Steffi Kriegerstein / Franziska Weber           | Deutschland | 1:33,185 min | Halbfinale |
| 4     | Émilie Fournel / Kathleen Fraser / Andréanne Langlois / Genevieve Orton        | Kanada      | 1:34,269 min | Halbfinale |
| 5     | Ida Villumsen / Amalie Thomsen / Emma Jørgensen / Henriette Engel Hansen       | Dänemark    | 1:36,675 min | Halbfinale |
| 6     | Ren Wenjun / Ma Qing / Li Yue / Liu Haiping                                    | China       | 1:38,730 min | Halbfinale |
| 7     | Nikolina Moldovan / Olivera Moldovan / Dalma Ružičić-Benedek / Milica Starović | Serbien     | 1:39,316 min | Halbfinale |

## Halbfinale

### Lauf 1
| Platz | Kanutinnen                                                                  | Nation      | Zeit         | Bemerkung |
| ----- | --------------------------------------------------------------------------- | ----------- | ------------ | --------- |
| 1     | Aimee Fisher / Kayla Imrie / Jaimee Lovett / Caitlin Ryan                   | Neuseeland  | 1:34,778 min | A-Finale  |
| 2     | Switlana Achadowa / Marija Powch / Anastassija Todorowa / Inna Hryschtschun | Ukraine     | 1:35,512 min | A-Finale  |
| 3     | Ida Villumsen / Amalie Thomsen / Emma Jørgensen / Henriette Engel Hansen    | Dänemark    | 1:36,302 min | A-Finale  |
| 4     | Ren Wenjun / Ma Qing / Li Yue / Liu Haiping                                 | China       | 1:37,055 min | B-Finale  |
| 5     | Zoya Ananchenko / Inna Klinova / Irina Podoinikowa / Natalya Sergeyeva      | Kasachstan  | 1:37,423 min | B-Finale  |
| 6     | Sabrina Ameghino / Magdalena Garro / Alexandra Keresztesi / Brenda Rojas    | Argentinien | 1:38,579 min | B-Finale  |

### Lauf 2
| Platz | Kanutinnen                                                                     | Nation         | Zeit         | Bemerkung |
| ----- | ------------------------------------------------------------------------------ | -------------- | ------------ | --------- |
| 1     | Tina Dietze / Sabrina Hering / Steffi Kriegerstein / Franziska Weber           | Deutschland    | 1:34,710 min | A-Finale  |
| 2     | Émilie Fournel / Kathleen Fraser / Andréanne Langlois / Genevieve Orton        | Kanada         | 1:36,254 min | A-Finale  |
| 3     | Rachel Cawthorn / Louisa Gurski / Rebeka Simon / Jessica Walker                | Großbritannien | 1:36,254 min | A-Finale  |
| 4     | Marta Walczykiewicz / Beata Mikołajczyk / Karolina Naja / Edyta Dzieniszewska  | Polen          | 1:36,532 min | B-Finale  |
| 5     | Nikolina Moldovan / Olivera Moldovan / Dalma Ružičić-Benedek / Milica Starović | Serbien        | 1:38,398 min | B-Finale  |
| 6     | Manon Hostens / Léa Jamelot / Amandine Lhote / Sarah Troel                     | Frankreich     | 1:38,069 min | B-Finale  |

## Finale

### B-Finale
Anmerkung: Gefahren wurde hier um die Platz neun bis sechzehn, das heißt, die Siegerinnen des B-Finales aus Polen wurden insgesamt Neunte usw.
| Platz | Kanutinnen                                                                     | Nation      | Zeit         |
| ----- | ------------------------------------------------------------------------------ | ----------- | ------------ |
| 1     | Marta Walczykiewicz / Beata Mikołajczyk / Karolina Naja / Edyta Dzieniszewska  | Polen       | 1:37,658 min |
| 2     | Zoya Ananchenko / Inna Klinova / Irina Podoinikowa / Natalya Sergeyeva         | Kasachstan  | 1:39,419 min |
| 3     | Ren Wenjun / Ma Qing / Li Yue / Liu Haiping                                    | China       | 1:40,071 min |
| 4     | Manon Hostens / Léa Jamelot / Amandine Lhote / Sarah Troel                     | Frankreich  | 1:41,069 min |
| 5     | Sabrina Ameghino / Magdalena Garro / Alexandra Keresztesi / Brenda Rojas       | Argentinien | 1:41,394 min |
| 6     | Nikolina Moldovan / Olivera Moldovan / Dalma Ružičić-Benedek / Milica Starović | Serbien     | 1:42,818 min |

### A-Finale
| Platz | Kanutinnen                                                                      | Nation         | Zeit         |
| ----- | ------------------------------------------------------------------------------- | -------------- | ------------ |
| 1     | Gabriella Szabó / Danuta Kozák / Tamara Csipes / Krisztina Fazekas-Zur          | Ungarn         | 1:31,482 min |
| 2     | Tina Dietze / Sabrina Hering / Steffi Kriegerstein / Franziska Weber            | Deutschland    | 1:32,383 min |
| 3     | Wolha Chudsenka / Nadseja Ljapeschka / Maryna Litwintschuk / Marharyta Machnewa | Belarus        | 1:33,908 min |
| 4     | Switlana Achadowa / Marija Powch / Anastassija Todorowa / Inna Hryschtschun     | Ukraine        | 1:34,214 min |
| 5     | Aimee Fisher / Kayla Imrie / Jaimee Lovett / Caitlin Ryan                       | Neuseeland     | 1:35,198 min |
| 6     | Ida Villumsen / Amalie Thomsen / Emma Jørgensen / Henriette Engel Hansen        | Dänemark       | 1:36,057 min |
| 7     | Rachel Cawthorn / Louisa Gurski / Rebeka Simon / Jessica Walker                 | Großbritannien | 1:37,043 min |
| 8     | Émilie Fournel / Kathleen Fraser / Andréanne Langlois / Genevieve Orton         | Kanada         | 1:37,733 min |